# Palais de l'infant don Luis
Le palais de l'infant don Luis (en espagnol : Palacio del Infante don Luis) est un édifice historique espagnol situé à Boadilla del Monte, dans la communauté de Madrid. Construit entre 1763 et 1765 dans le style néoclassique, il a été déclaré « bien d'intérêt culturel » en 1974.   

## Histoire
Le bâtiment répond à une initiative de l'infant Luis d'Espagne, le plus jeune des fils du roi Felipe V et frère de Carlos III, qui a repris la seigneurie de Boadilla en 1761, profitant des difficultés économiques que traversait Josefa Micaela de Mirabal (es), 3e marquise de Mirabal (es), à laquelle le territoire était attaché.

## Description
Le palais est de forme rectangulaire allongée (17 x 80 m environ) avec la façade d'entrée principale face au nord-ouest et la façade arrière face aux jardins orientée sud-est. Il est articulé en trois corps principaux, élevés à trois hauteurs, auxquels s'ajoutent deux corps secondaires, d'une même hauteur, flanquant les deux côtés. 
Les matériaux utilisés dans la construction sont, pour la plupart, la brique rouge et, en arrière-plan, la pierre, réservée aux portes, aux frontons et aux socles, pour ces derniers, la pierre de taille est du granit. Les toits sont en tuiles arabes. 